# Талдыбулак (Сырымский район)
Талдыбулак (каз. Талдыбұлақ) — село в Сырымском районе Западно-Казахстанской области Казахстана. Административный центр Талдыбулакского сельского округа. Код КАТО — 275857100.

## Население
В 1999 году население села составляло 1076 человек (562 мужчины и 514 женщин). По данным переписи 2009 года, в селе проживали 794 человека (397 мужчин и 397 женщин).